# Mactán
Mactán es una isla ubicada frente a las costas de la isla de Cebú, en la provincia filipina de Cebú. La isla está subdividida entre las municipalidades de Córdova y Lapu-Lapu. Se conecta con la isla de Cebú mediante dos grandes puentes, el puente de Marcelo Fernán y el de Mactán-Mandaue.

## Historia

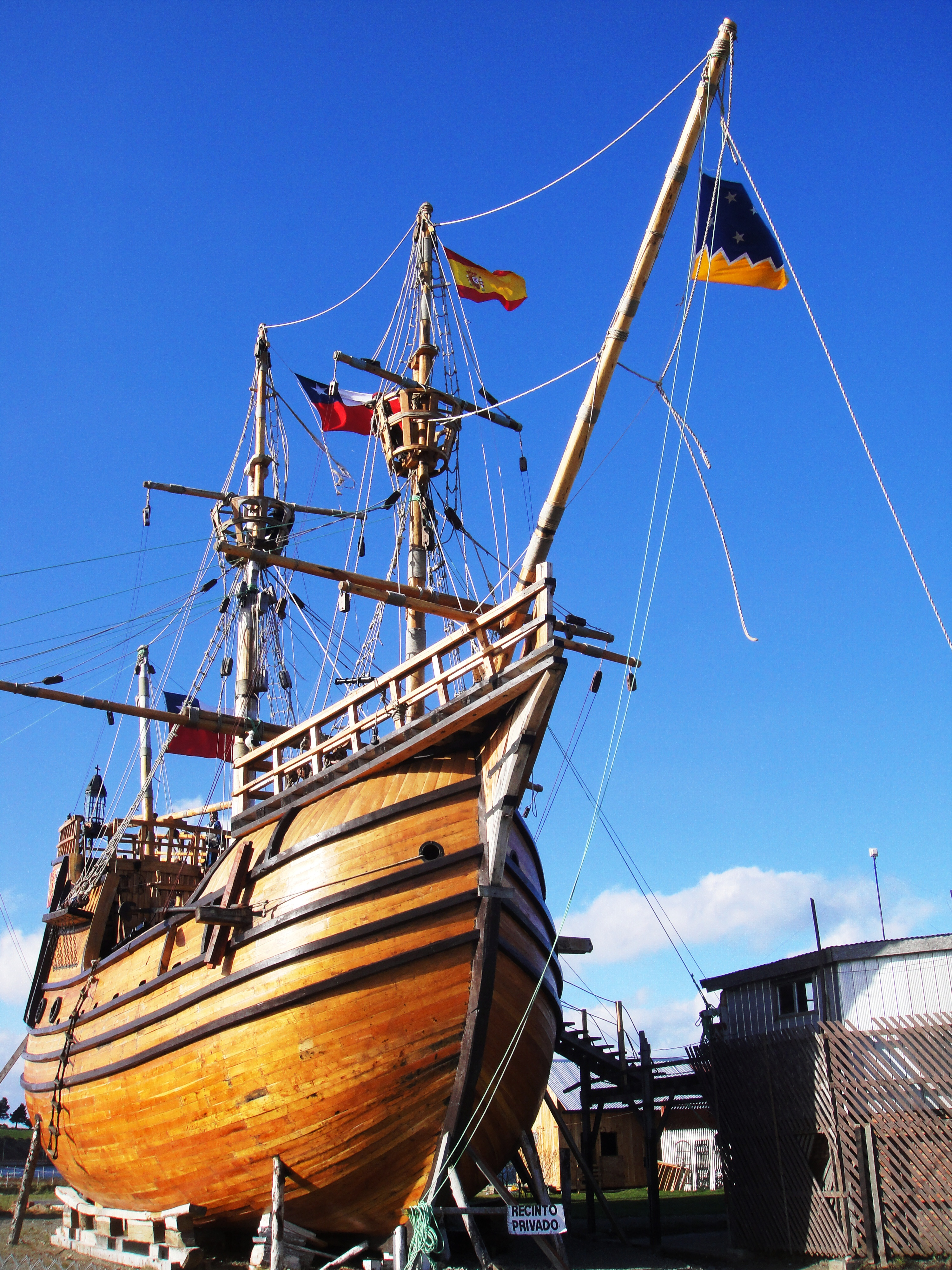
Réplica de la nao Victoria de Magallanes en el Museo Nao Victoria de Punta Arenas, Chile

La isla era un asentamiento musulmán antes de ser conquistada por España en el siglo XVI.
En 1521 aconteció la batalla de Mactán, durante la cual más de 1500 guerreros bajo el mando de su datu Lapu-Lapu, se enfrentaron a 49 expedicionarios españoles y portugueses comandados por Fernando de Magallanes (1480-1521), que pretendían apoyar al rajá Humabón de Cebú y someter la isla a la fe cristiana y a la Monarquía española. La invasión costera fue mal calculada por Magallanes quien resultó derrotado y muerto durante la lucha, siendo la victoria de Lapu-Lapu quien es considerado héroe filipino y a quien se le erigió una estatua en su honor en el Santuario de Mactán (ubicada en la hoy ciudad Lapu-Lapu). Un obelisco en honor a Magallanes erigido por los españoles en 1886 (durante el periodo en que Filipinas pertenecía al Imperio español) comparte hoy el espacio del Santuario.
En 1730, frailes agustinos establecieron el municipio de Opon, renombrado como la ciudad de Lapu-Lapu en 1961.

## Economía
En la isla se ubica el Aeropuerto Internacional de Mactán-Cebú, el segundo más importante en tráfico de Filipinas.
Además del aeropuerto, la isla es conocida en la actualidad por sus fábricas industriales, que son algunas de las empresas industriales de mayor éxito en las Filipinas. Muchas de ellas están situadas en la zona franca industrial de Mactán (MEPZ), una zona industrial libre de impuestos que abrió sus puertas en 1979 y que incluye más de 35 negocios, la mitad de los cuales son de propiedad japonesa.
También es importante para la economía de la isla su producción de muebles, así como de guitarras, ukeleles y otros instrumentos musicales.

## Turismo
La isla de Mactán posee una diversidad de atracciones y centros turísticos de alta calidad que la convierten en una de las islas más turísticas de Cebú.
Al ser una isla de coral, rodeada en su mayor parte de aguas cristalinas, Mactán podría, en teoría, ofrecer algunos de los mejores lugares para practicar deportes acuáticos, como buceo o vela, en las Filipinas, sin embargo, al no disponer de depuradoras de aguas residuales, las aguas están turbias y permanentemente contaminadas con aguas fecales, siendo un peligro de infección.
El «Mactan Island Aquarium» es el primer acuario de su tipo en la región de las Bisayas y contiene más de 30 expositores que muestran la vida de especies acuáticas de Cebú, desde serpientes marinas a tiburones.